# Potrošačko društvo
Potrošačko društvo je društvo čije se vrijednosti i socijalne norme vrte oko potrošnje dobara i usluga. 
Glavne odlike potrošačkog društva su: materijalizam, trenutačno zadovoljavanje, individualizam, socijalni darvinizam, odvajanje od društva i konstantno natjecanje. U potrošačkom društvu bitnu ulogu imaju: neo-liberalizam, desničarski nacionalizam, sitno-posjednički mentalitet i religija uz plutokraciju u društvu, što postaje opći obrazac življenja, rada i umjetno promovirane potrošnje. 
U 21. stoljeću oponašanje bogatih i poznatih ličnosti glavni je pravac u kojem obični „zombi” potrošači oponašaju one koji su iznad njih na društvenoj ljestvici. Siromašni i neobrazovani pretežito se bore da oponašaju bogate kupovanjem luksuznih proizvoda ili proizvoda koje reklamiraju neke od poznatih ličnosti (npr. glumaca ili sportaša), jer na taj način misle da će povisiti svoj status unutar svoje ljestvice u društvu.
Potrošnja robe se i umjetno povećava putem reklamiranja. Tijekom dužeg vremena potrošačko društvo postaje način življenja i stanje uma ukupnog stanovništva jedne zemlje. Posljedice potrošačkog društva su povećanje raznih vrsta otpada, zbog ubrzane konstantne kupovine nove robe i odbacivanja stare robe koja može biti još uporabna i ispravna ali ona više nije u trendu. Najdirektniji primjer je tržište android mobitela, računala itd. Sporadična pojava potrošačkog društva su i brojne TV i radio postaje koje komercijalno promoviraju šund kulturu i način života na konstantan kredit. Potrošačko društvo njeguje opću kulturu mediokritetstva i primitivizma, te otpor kulturi i znanosti jer ih se jednostavno tretira kao robu i usluge.